# Øyer
Øyer és un municipi situat al comtat d'Innlandet, Noruega. Té 5.072 habitants (2016) i té una superfície de 640 km². El centre administratiu del municipi és el poble de Tingberg.
Al comtat d'Oppland, Øyer limita amb els municipis de Ringebu al nord i amb Lillehammer al sud. Al comtat de Hedmark, limita a l'est amb el municipi de Stor-Elvdal i amb Ringsaker al sud-est. El municipi es divideix en dues parròquies: Øyer al sud i Tretten al nord.

## Informació general
La parròquia d'Øyer es va establir com a municipi l'1 de gener de 1838. És un dels pocs municipis de Noruega en que les fronteres no han canviat des d'aleshores.

### Nom
La forma del nom en nòrdic antic era Øyja (casos acusatiu i datiu), que prové de la paraula Øyi (cas nominatiu). Antigament dos llacs de Noruega tenien el nom d´Øyi (avui són els llacs d'Øymark i d'Øyeren), derivant de la paraula d´øi, que significa «terra plana i fèrtil al llarg de la vora de l'aigua». Aquest nom probablement deu el seu origen al riu Lågen, que s'eixampla an la part central del municipi i crea dos rius-llacs. Øyi probablement era l'antic nom d'un d'aquests fiords. Abans del 1918 el nom s'escrivia Øier.

### Escut d'armes
L'escut d'armes és modern. Se'ls hi va concedir el 29 d'abril de 1983. L'escut mostra un anell de platejat de fusta en un fons verd (hærder). Estava feta de fusta i s'utilitzava per subjectar el tronc d'un arbre a una corda per tal de transportar-lo sobre la terra. Altres dispositius similars eren utilitzats en tota Noruega, però aquesta forma és típica de la zona.

## Història
La pesta negra va arribar a Noruega l'hivern del 1349-1350. Øyer va ser una de les parròquies més greument afectades; les estimacions basades en el pagament d'impostos suggereixen que d'entre 2/3 i 3/4 dels residents del municipi van morir. Moltes de les granges es van quedar desertes i abandonades fins a finals del segle xvii. La parròquia de Tretten es va fusionar amb Øyer després de la pesta negra, perquè la seva població delmada ja no podia mantenir el seu propi sacerdot.

## Economia
L'economia d'Øyer ha estat tradicionalment basada en l'agricultura i l'explotació forestal. Tanmateix, el turisme és cada cop més important. Des de la seva inauguració el 1989, el Centre d'Esquí Alpí Hafjell ha crescut fins a incloure més de 14 ascensors i 28 pistes, així com extenses pistes d'esquí de fons. Està situat a 15 quilòmetres de Lillehammer, sent així fàcilment accessible. L'ús de trineus i la pràctica de luge i bobsleigh són també habituals a la zona.

## Fills il·lustres
- Simon Johnson (1874–1970), escriptor noruec-americà.
- Erling Jevne (1966-), esquiador
- Kjetil Haraldstad (1973-), membre de les bandes de Satyricon i 1349.
- Johannes Skar (1837-1914), folklorista
- Matias Skard (1846-1927), filòleg, educador, salmista i traductor

## Agermanaments
Øyer manté una relació d'agermanament amb les següents localitats:
- - Färgelanda, Comtat de Västra Götaland, Suècia
- - Muhos, Província d'Oulu, Finlàndia